# Empire Football Club
Maillots
Actualités
L'Empire Football Club est un club antiguais de football basé à Gray's Farm. C'est le club le plus titré du pays.

## Palmarès
- Championnat d'Antigua-et-Barbuda (13) :
  - Champion : 1969, 1970, 1971, 1972, 1973, 1974, 1979, 1988, 1992, 1998, 1999, 2000 et 2001.

- Championnat d'Antigua-et-Barbuda D2 (1) :
  - Champion : 2015.